# Recettore della tropomiosina chinasi B
Il recettore della tropomiosina chinasi B (TrkB), noto anche come recettore della tirosina chinasi B, o recettore dei fattori di crescita BDNF/NT-3 o recettore della tirosina chinasi neurotrofica di tipo 2, è una proteina che nell'uomo è codificata dal gene NTRK2. TrkB è un recettore per il fattore neurotrofico derivato dal cervello (BDNF).

## Meccanismo di azione
Il recettore della tropomiosina chinasi B è il recettore catalitico ad alta affinità per diverse "neurotrofine", ovvero piccoli fattori di crescita proteici che inducono la sopravvivenza e la differenziazione di popolazioni cellulari distinte. Le neurotrofine che attivano TrkB sono: BDNF (Brain Derived Neurotrophic Factor), neurotrofina-4 (NT-4) e neurotrofina-3 (NT-3).  In quanto tale, TrkB media i molteplici effetti di questi fattori neurotrofici, che includono la differenziazione e la sopravvivenza neuronale. La ricerca ha dimostrato che l'attivazione del recettore TrkB può portare alla sottoregolazione del trasportatore di cloruro KCC2 nelle cellule del sistema nervoso centrale. Oltre al ruolo della via metabolica nello sviluppo neuronale, la segnalazione della neutrofina BDNF è necessaria anche per la corretta morfogenesi e maturazione degli astrociti, attraverso l'isoforma astrocitica TrkB.T1.

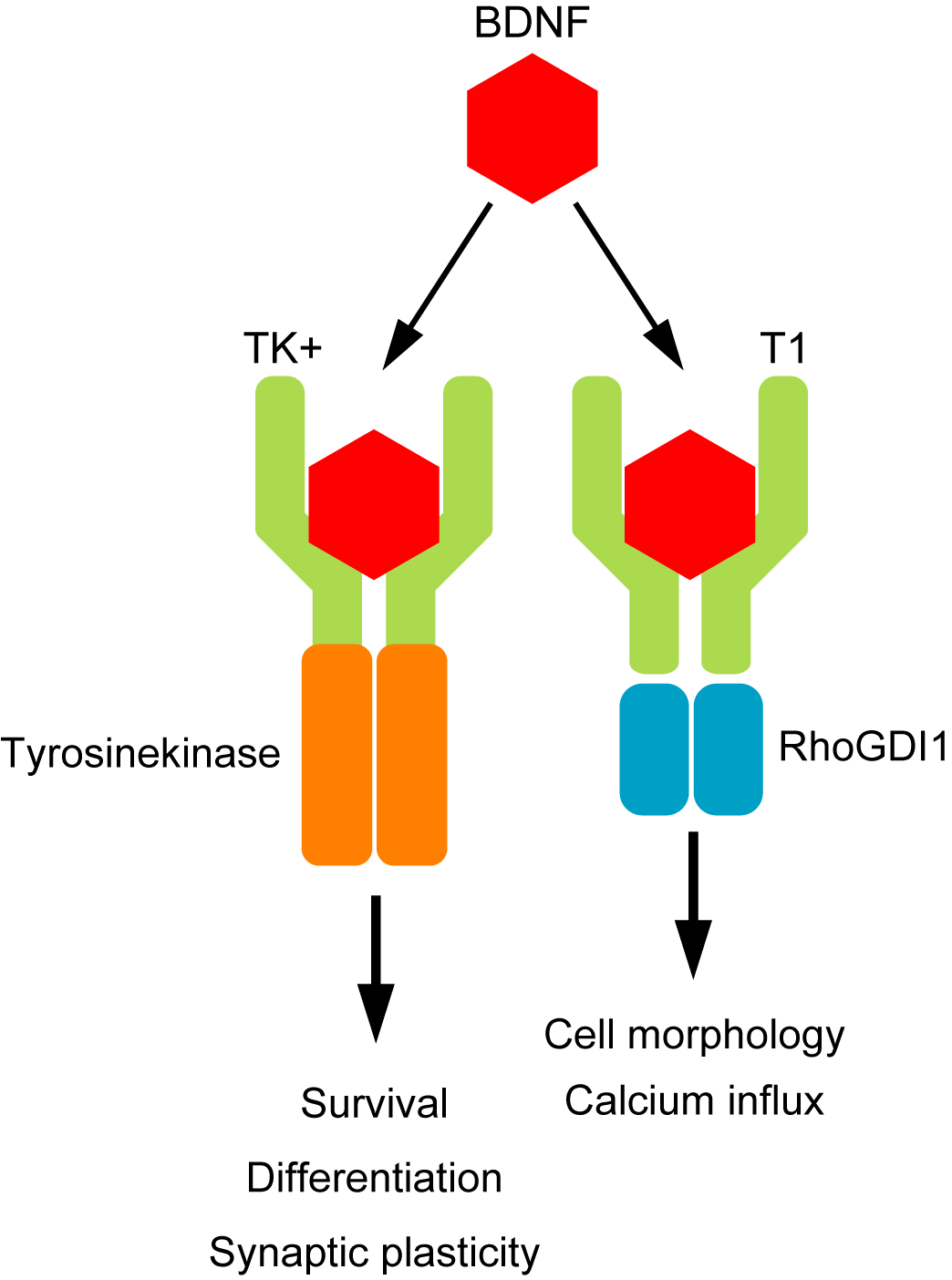
Segnalazione cellulare della TrkB

Il recettore TrkB fa parte della grande famiglia dei recettori tirosin-chinasi. Una tirosin-chinasi è un enzima in grado di aggiungere un gruppo fosfato a determinate tirosine sulle proteine bersaglio, dette anche substrati. Un recettore tirosin-chinasi è una tirosin-chinasi che si trova sulla membrana cellulare e viene attivata dal legame di un ligando al dominio extracellulare del recettore. Altri esempi di recettori tirosin-chinasi sono il recettore dell'insulina, il recettore IGF1, il recettore della proteina MuSK, il recettore del fattore di crescita endoteliale vascolare (VEGF), ecc.
Attualmente, nel sistema nervoso centrale dei mammiferi sono presenti tre isoforme di TrkB. L'isoforma a lunghezza intera (TK+) è un tipico recettore della tirosin-chinasi e trasmette il segnale BDNF tramite Ras-ERK, PI3K e PLCγ. Al contrario, due isoforme troncate (TK-: T1 e T2) possiedono lo stesso dominio extracellulare, dominio transmembrana e le prime 12 sequenze di aminoacidi intracellulari della TK+. Tuttavia, le sequenze C-terminali sono specifiche dell'isoforma (rispettivamente 11 e 9 aminoacidi). T1 ha la cascata di segnalazione originale che è coinvolta nella regolazione della morfologia cellulare e dell'afflusso di calcio.

## Membri della famiglia
TrkB fa parte di una sottofamiglia di proteine chinasi che comprende anche TrkA e TrkC. Esistono altri fattori neurotrofici strutturalmente correlati al BDNF: NGF (fattore di crescita nervoso), NT-3 (neurotrofina-3) e NT-4 (neurotrofina-4). Mentre TrkB media gli effetti di BDNF, NT-4 e NT-3, TrkA è legato e quindi attivato solo da NGF. Inoltre, TrkC si lega e viene attivato da NT-3.
TrkB si lega a BDNF e NT-4 più fortemente di quanto si leghi a NT-3. TrkC si lega a NT-3 più fortemente di quanto lo faccia TrkB.

## Ruolo nel cancro
Sebbene originariamente identificata come fusione oncogenica nel 1982, solo di recente c'è stato un rinnovato interesse per la famiglia Trk in relazione al suo ruolo nei tumori umani, a causa dell'identificazione delle fusioni geniche NTRK1 (TrkA), NTRK2 (TrkB) e NTRK3 (TrkC) e di altre alterazioni oncogeniche in diversi tipi di tumore. Diversi inibitori della Trk sono (nel 2015) in fase di sperimentazione clinica e hanno mostrato una promettente riduzione dei tumori umani.

## Ruolo nelle malattie neurodegenerative
La TrkB e il suo ligando BDNF sono stati associati sia alla normale funzione cerebrale che alla patologia e alla progressione della malattia di Alzheimer (AD) e di altri disturbi neurodegenerativi. Innanzitutto, la segnalazione BDNF/TrkB è stata implicata nella formazione della memoria a lungo termine, nella regolazione del potenziamento a lungo termine e nella plasticità sinaptica dell'ippocampo. In particolare, è stato dimostrato che l'attività neuronale porta a un aumento della trascrizione dell'mRNA TrkB, nonché a cambiamenti nel traffico delle proteine TrkB, compresa l'endocitosi o la traslocazione del recettore. Sia il TrkB che il BDNF sono sottoregolati nel cervello dei primi pazienti affetti da Alzheimer con lievi deficit cognitivi, mentre le ricerche condotte sui topi hanno dimostrato che la riduzione dei livelli di TrkB nel cervello dei modelli murini affetti da AD portava ad un significativo aumento dei deficit di memoria.
Inoltre, la combinazione dell'induzione della neurogenesi dell'ippocampo adulto e l'aumento dei livelli di BDNF portano ad un miglioramento della cognizione, imitando i benefici dell'esercizio fisico nei modelli di topo affetti da AD. È stato dimostrato che l'effetto della segnalazione TrkB/BDNF sulla patologia dell'AD è in parte mediato da un aumento dei livelli di δ-secretasi, attraverso una sovraregolazione della via JAK2/STAT3 e C/EBPβ a valle della TrkB. Inoltre, è stato dimostrato che la TrkB riduce la produzione di betamiloide legandosi all'APP e fosforilandola, mentre la scissione di TrkB da parte della δ-secretasi blocca la normale attività della TrkB. La disregolazione del percorso TrkB/BDNF è stata implicata in altre condizioni neurologiche e neurodegenerative, tra cui ictus, malattia di Huntington, malattia di Parkinson, sclerosi laterale amiotrofica e disturbi legati allo stress (Notaras e van den Buuse, 2020; Pradhan et al., 2019; Tejeda e Díaz-Guerra, 2017).

### Come bersaglio farmacologico
L'entrectinib (precedentemente RXDX-101) è un farmaco sperimentale sviluppato da Ignyta, Inc., che ha una potenziale attività antitumorale. Si tratta di un inibitore della tirosin-chinasi (TKI) selettivo del recettore pan-Trk che agisce sulle fusioni geniche in trkA, trkB e trkC (rispettivamente codificati dai geni NTRK1, NTRK2 e NTRK3) che è attualmente in fase 2 di sperimentazione clinica.
Inoltre, la segnalazione TrkB/BDNF è stata il bersaglio per lo sviluppo di nuovi farmaci per la malattia di Alzheimer, la malattia di Parkinson o altri disturbi neurodegenerativi e psichiatrici, mirando alla modulazione farmacologica del percorso (ad esempio, piccole molecole mimiche) o ad altri mezzi (ad esempio, cambiamenti indotti dall'esercizio nella segnalazione TrkB).  Altri studi suggeriscono che il TrkB è il bersaglio di alcuni antidepressivi, inclusi gli psichedelici.
Uno studio condotto sui topi ha dimostrato che una carenza della MDGA2 causa un'iperattivazione della BNDF nel cervello mediata dal recettore TrkB. I topi con carenza di MDGA2 mostravano comportamenti ripetitivi, difficoltà nelle interazioni sociali e iperattività sinaptica. Il fragile equilibrio biochimico MDGA2/BDNF è risultato (su modelli murini) alla base dell'autismo.

## Ligandi

### Agonisti
- 3,7-Diidrossiflavone
- 3,7,8,2'-Tetraidrossiflavone
- 7,3′-Diidrossiflavone
- 7,8,2'-Triidrossiflavone
- 7,8,3'-Triidrossiflavone
- Amitriptilina[30]
- Braegen-02
- BNN-20[31]
- Fattore neurotrofico derivato dal cervello (BDNF)
- Deoxygedunin[32][senza fonte]
- Diosmetina
- DMAQ-B1
- Eutropoflavina (4'-DMA-7,8-DHF)[33]
- HIOC
- LM22A-4
- N-acetilserotonina (NAS)
- Neurotrofina-3 (NT-3)
- Neurotrofina-4 (NT-4)
- Norwogonina (5,7,8-THF)
- R7 (profarmaco della tropoflavina)[34]
- R13 (profarmaco della tropoflavina)[35]
- TDP6
- Tropoflavina (7,8-DHF)[36]

### Antagonisti
- ANA-12
- Ciclotraxina B
- Gossipetina (3,5,7,8,3',4'-HHF)

### Modulatori allosterici positivi
- (2R,6R)-Idrossinorketamina (intervallo nanomolare o micromolare)[37]
- ACD856 (intervallo nanomolare)[38]
- Antidepressivi (ad esempio fluoxetina, imipramina, altri) (intervallo micromolare)[37]
- Ketamina (intervallo micromolare)[37]
- Lisuride (intervallo nanomolare)
- Ponazuril (ACD855) (intervallo micromolare)[38]
- Psichedelici serotoninergici (ad es. LSD, psilocina) (intervallo nanomolare)[39]

### Altri
- Deidroepiandrosterone[40][41]

## Interazione
Il TrkB è stato dimostrato interagire con:
- Fattore neurotrofico derivato dal cervello (BDNF),[42][43]
- FYN,[44]
- NCK2,[45]
- PLCG1,[45][46]
- Sequestosoma 1,[47] e
- SHC3.[45][48]